# Sundstorp
Sundstorp är en bebyggelse öster om Sundsjön i Fjärås socken i Kungsbacka kommun. Från 2015 avgränsar SCB här en småort.